# 碓井尻尾
碓井 尻尾（うすい しっぽ）は、日本の女性漫画家。千葉県木更津市出身。射手座。竹書房の『まんがライフ』系列誌で4コマ漫画を描く。木更津総合高等学校出身。

## 経歴
2007年、投稿作『店長の憂鬱』が第13回竹書房漫画新人賞最終選考となり、同作品が『まんがライフオリジナル』（竹書房）2007年6月号にゲスト掲載され、デビュー。同作品は同誌2007年11月号より2008年1月号まで短期連載された後、同誌2008年5月号より本格連載に昇格し、2011年11月号まで連載。その後、『まんがライフオリジナル』にて『星降り村事件ファイル』を、『まんがライフ』にて『紡木さん家の場合』を、ウェブコミック配信サイト『まんがライフWIN』にて『(仮)メイド喫茶マンドリル』をそれぞれ連載した。

## 作品リスト
単行本情報については、作品記事のあるものは当該記事を参照。
- 店長の憂鬱（まんがライフオリジナル 2007年6月号（ゲスト）、2007年11月号 - 2008年1月号（短期連載）、2008年5月号 - 2011年11月号、全3巻）
『まんがライフ』などの竹書房系列誌にもゲスト掲載されているほか、ウェブコミック配信サイト『まんがライフWIN』にも数話掲載されている。
- 青春甘辛煮（まんがライフMOMO 2009年4月号 - 2015年4月号、全4巻）
- (仮)メイド喫茶マンドリル（まんがライフWIN 2010年12月15日更新 - 2014年、全4巻）
- 星降り村事件ファイル（まんがライフオリジナル 2012年6月号 - 2015年8月号、全2巻）
- 紡木さん家（ち）の場合（まんがライフ 2012年12月号（ゲスト）、2013年6月号 - 2019年2月号、既刊4巻）
元々は「あったか家族物語」として企画されたらしいが作者の暴走で暴力的娘偏愛まんがになってしまった[3]。